# ایکستدت
ایکستدت (به آلمانی: Ichstedt) یک شهر در آلمان است که در کوفهویزرکرایس واقع شده‌است. ایکستدت ۷۰۴ نفر جمعیت دارد.